# Wola Sipinska
Wola Sipińska [pronunciación en polaco: /ˈvɔla ɕiˈpiɲska/] es un asentamiento ubicado en el distrito administrativo de Gmina Zadzim, dentro del condado de Poddębice, Voivodato de Łódź, en el centro de Polonia . Se encuentra a unos 3 kilómetros al noroeste de Zadzim, a 15 kilómetros al suroeste de Poddębice, y a 45 kilómetros al oeste de la capital regional Łódź.